# والدالگسهایم
والدالگسهایم (به آلمانی: Waldalgesheim) یک شهر در آلمان است که در ماینتس-بینگن واقع شده‌است. والدالگسهایم  ۳٬۷۸۰ نفر جمعیت دارد.